# 2003
2003 (MMIII) je bilo navadno leto, ki se je po gregorijanskem koledarju začelo na sredo. Leto je bilo proglašeno za Mednarodno leto sladke vode.

## Dogodki

### Januar – junij
- 1. januar – Luíz Inácio Lula Da Silva postane 37. predsednik Federativne republike Brazilije za obdobje (2003-2007).
- 10. januar – atentat zveznih sil na voditelja angolskih kristjanov in ustanovitelja UNITA, Jonasa Mahleiroja Savimbija.
- 21. januar – obsojenemu hekerju Kevinu Mitnicku znova dovolijo uporabo računalnika.
- 23. januar – NASA prestreže zadnji signal sonde Pioneer 10, takrat oddaljene okrog 12 milijard kilometrov od Zemlje.
- 1. februar – ameriški raketoplan Columbia zagori in razpade nad Teksasom med vrnitvijo na Zemljo, pri čemer umre vseh sedem astronavtov na krovu.
- 4. februar – sprejeta je nova ustava, s katero se Zvezna republika Jugoslavija preoblikuje v ohlapnejšo konfederacijo dveh državnih enot in privzame novo ime, Državna skupnost Srbije in Črne gore
- 9. februar – prične se vojna v Darfurju.
- 15.–16. februar – v mestih po vsem svetu potekajo protesti proti napovedanem vojaškem posredovanju v Iraku, ki se jih skupno udeleži več milijonov ljudi.
- 27. februar – Mednarodno sodišče za vojne zločine na območju nekdanje Jugoslavije obsodi nekdanjo voditeljico bosanskih Srbov Biljano Plavšić na 11-letno zaporno kazen.
- 12. marec – Svetovna zdravstvena organizacija izda globalno opozorilo zaradi epidemije nove neznane bolezni, kasneje opisane kot SARS.
- 19. marec – z invazijo mednarodnih sil pod vodstvom ZDA in Združenega kraljestva se prične iraška vojna.
- 23. marec – slovenski volivci na dvojnem referendumu podprejo vključitev države v Evropsko unijo in zvezo NATO.
- 9. april – iraška vojna: ameriške sile zavzamejo Bagdad in končajo 24-letno vladavino Sadama Huseina.
- 14. april – raziskovalci v sklopu projekta Človeški genom zaključijo s kartiranjem 99 % človeškega genoma z 99,99-odstotno natančnostjo.
- 21. maj – v potresu na severu Alžirije z močjo 6,8 po momentni lestvici umre več kot 2.200 ljudi.
- 31. maj – obročast Sončev mrk.
- 20.–29. junij – Svetovne poletne igre, Dublin, Irska.

### Julij – december
- 5. julij – Svetovna zdravstvena organizacija oznani, da je epidemija Sarsa obvladana.
- 11. avgust – NATO prevzame poveljstvo nad mirovnimi silami v Afganistanu, prva večja vojaška operacija te organizacije izven Evrope.
- 14. avgust – okrog 55 milijonov ljudi na severovzhodu Združenih držav Amerike in v kanadskem Ontariu ostane brez elektrike zaradi obsežnega izpada električnega omrežja.
- 27. avgust – Mars se na svoji poti okoli Sonca Zemlji približa na razdaljo 55.758.006 kilometrov, najbližje v zadnjih 60.000 letih.
- 9. oktober – ustanovljen je Krajinski park Goričko, krajinski park treh dežel: Slovenije, Avstrije in Madžarske.
- 15. oktober – Kitajska uspešno izstreli Šenčou 5, prvo kitajsko vesoljsko plovilo s človeško posadko.
- 24. oktober – z zadnjim komercialnim poletom letala Concorde se konča obdobje nadzvočnih potniških poletov.
- 23. november – popolni Sončev mrk je viden nad Antarktiko.
- 1. december – Združeno kraljestvo prepove uporabo mobilnih telefonov med vožnjo.
- 13. december – iraška vojna: pripadniki ameriške 4. pehotne divizije ujamejo Sadama Huseina blizu Tikrita.
- 22. december – multinacionalno podjetje Parmalat s sedežem v Italiji je obtoženo poneverjanja bilanc, kar sproži njegov bankrot, največji bankrot v zgodovini Evrope.
- 23. december:
  - Svetovna turistična organizacija je preoblikovana v specializirano agencijo Organizacije združenih narodov.
  - Revolucija vrtnic povzroči odstop gruzijskega predsednika Eduarda Ševardnadzeja
- 26. december – hud potres opustoši jugovzhod Irana in zahteva več kot 26.000 žrtev.

## Smrti
- 12. januar –

- Maurice Gibb, britanski glasbenik (* 1949)
- Jože Pučnik, slovenski politik, filozof in sociolog (* 1932)

- 5. februar – Manfred von Brauchitsch, nemški dirkač (* 1905)
- 12. marec – Zoran Đinđić, srbski politik (* 1952)
- 16. marec – Lawrence Hugh Aller, ameriški astronom (* 1913)
- 12. april – Savin Sever, slovenski arhitekt (* 1927)
- 20. april – Bernard Katz, nemško-britansko-avstralski nevrofiziolog in biofizik, nobelovec (* 1911)
- 22. april – Mike Larrabee, ameriški atlet (* 1933)
- 20. maj – Jože Kastelic, slovenski arheolog, zgodovinar, pesnik, prevajalec in likovni kritik (* 1913)
- 28. maj – Ilya Prigogine, rusko-belgijski kemik, nobelovec (* 1917)
- 31. maj – Slobodan Kaloper, slovenski televizijski in radijski napovedovalec (* 1950)
- 12. junij – Gregory Peck, ameriški igralec (* 1916)
- 16. junij – Georg Henrik von Wright, finski filozof in logik (* 1916)
- 29. junij – Katharine Hepburn, ameriška filmska igralka (* 1907)
- 4. julij – Barry White, ameriški pevec (* 1944)
- 15. julij – Roberto Bolaño, čilenski pisatelj (* 1953)
- 27. julij – Bob Hope, britansko ameriški komik in igralec (* 1903)
- 4. avgust – Frederick Chapman Robbins, ameriški pediater in virolog, nobelovec (* 1916)
- 15. avgust – Mitja Vošnjak, slovenski politik, urednik, diplomat in pisatelj (* 1923)
- 16. avgust – Idi Amin Dada, ugandski diktator (* 1923)
- 29. avgust – Horace Welcome Babcock, ameriški astronom (* 1912)
- 30. avgust – Donald Davidson, ameriški filozof (* 1917)
- 5. september – James Rachels, ameriški filozof (* 1941)
- 8. september – Leni Riefenstahl, nemška igralka, režiserka in producentka (* 1902)
- 9. september – Edward Teller, ameriški fizik madžarskega rodu (* 1908)
- 12. september – Johnny Cash, ameriški country pevec in glasbenik ter televizijski igralec (* 1932)
- 13. oktober – Bertram Neville Brockhouse, kanadski fizik, nobelovec (* 1918)
- 19. oktober – Alija Izetbegović, bosanski politik, pisatelj, odvetnik in filozof (* 1929)
- 3. november – Rasul Gamzatovič Gamzatov, dagestanski pesnik, pisatelj, publicist, politični delavec (* 1923)
- 11. november – Andrej Andrejevič Bolibruh, ruski matematik (* 1950)
- 18. november – Michael Kamen, ameriški skladatelj in glasbenik (* 1948)
- 18. december – Stanislava Brezovar, slovenska balerina  (* 1937)

## Nobelove nagrade
- Fizika – Aleksej Aleksejevič Abrikosov, Vitalij Lazarevič Ginzburg, Anthony James Leggett
- Kemija – Peter Agre in Roderick MacKinnon
- Fiziologija ali medicina – Paul Christian Lauterbur in sir Peter Mansfield
- Književnost – John Maxwell Coetzee
- Mir – Širin Ebadi
- Ekonomija – Robert F. Engle in Clive W. J. Granger